# Puigcerdà
Puigcerdà je město ve španělském autonomním společenství Katalánsko, v provincii Girona. Jedná se o historické hlavní město oblasti Cerdanya. Žije zde přibližně 10 tisíc obyvatel.
Nedaleko protéká řeka Segre a na severu město přímo hraničí s Francií, konkrétně s městem Bourg-Madame.

## Historie
Puigcerdà se nachází nedaleko místa osídleného Cerretany, které bylo zahrnuto do Římské říše, místní římské město se jmenovalo Julia Libyca. Samotné město bylo založeno v roce 1178 králem Alfonsem I. Aragonským, hrabětem z Barcelony a zároveň nahradilo Hix v pozici hlavního města Cerdanye. Město se proslavilo v době Španělské občanské války demokraticky zvoleným anarchistickým sněmem. V roce 1929 byla otevřena železnice napříč Pyrenejemi.